# Corsept

Corsept este o comună în departamentul Loire-Atlantique, Franța. În 2009 avea o populație de 2,677 de locuitori.